# 針尾送信所

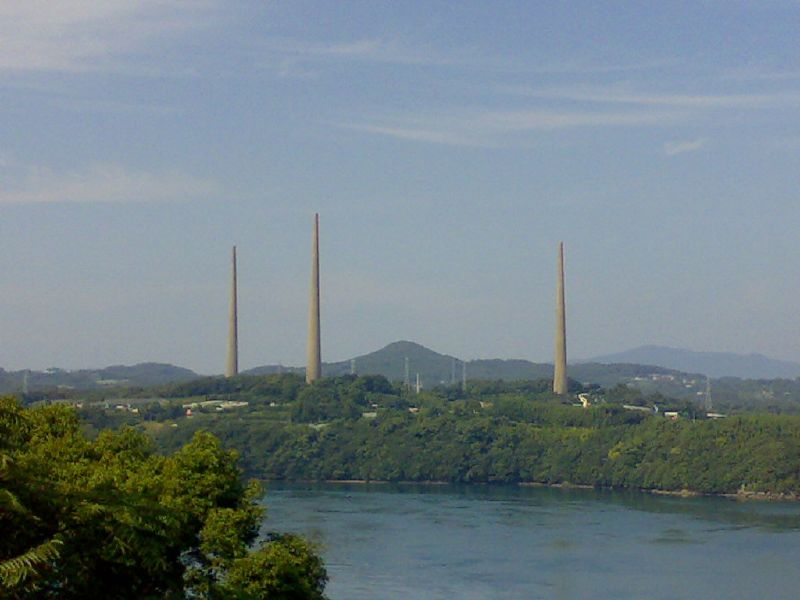
西海市側からの眺望

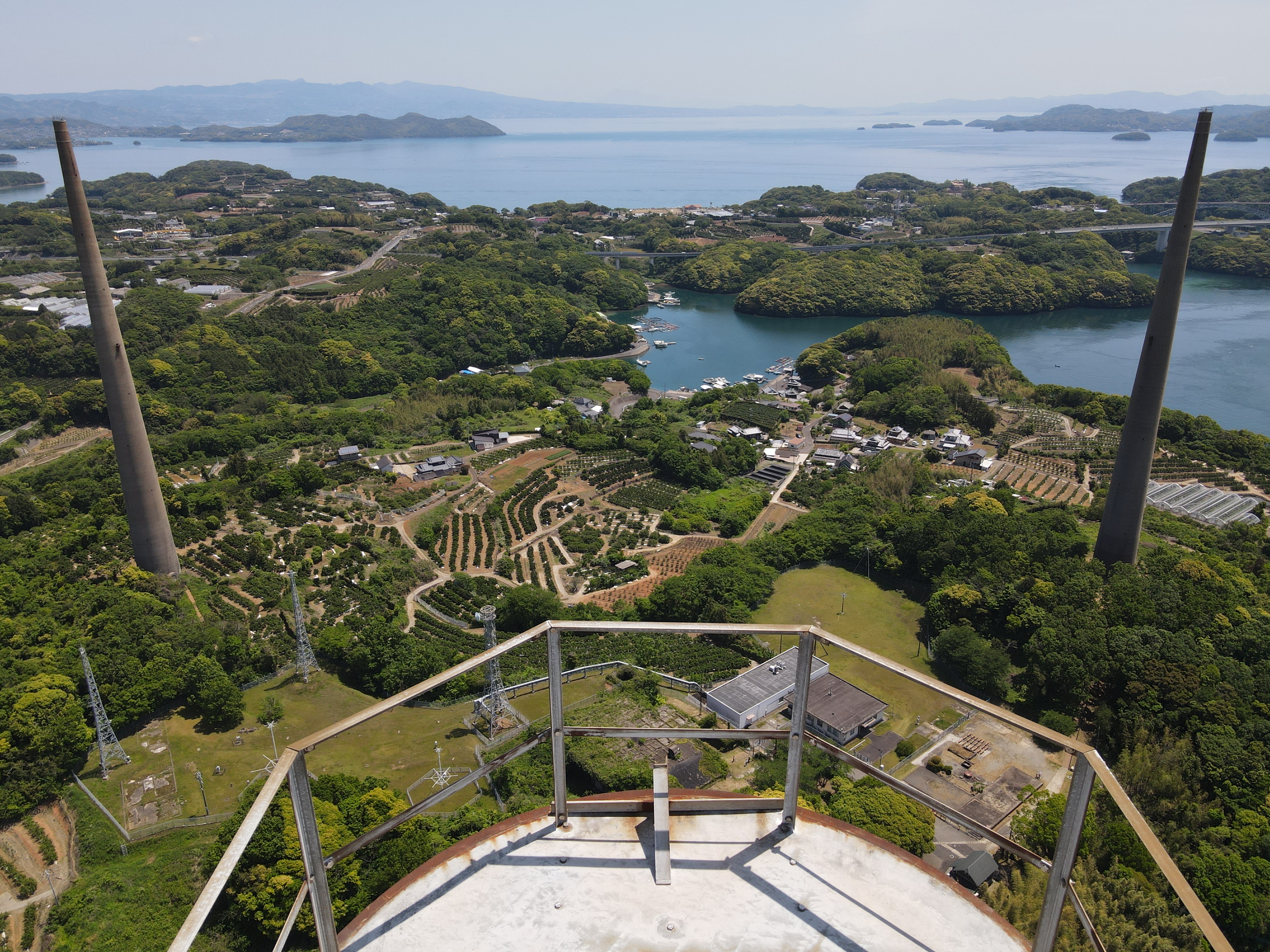
針尾送信所1号塔より2号3号塔を望む。

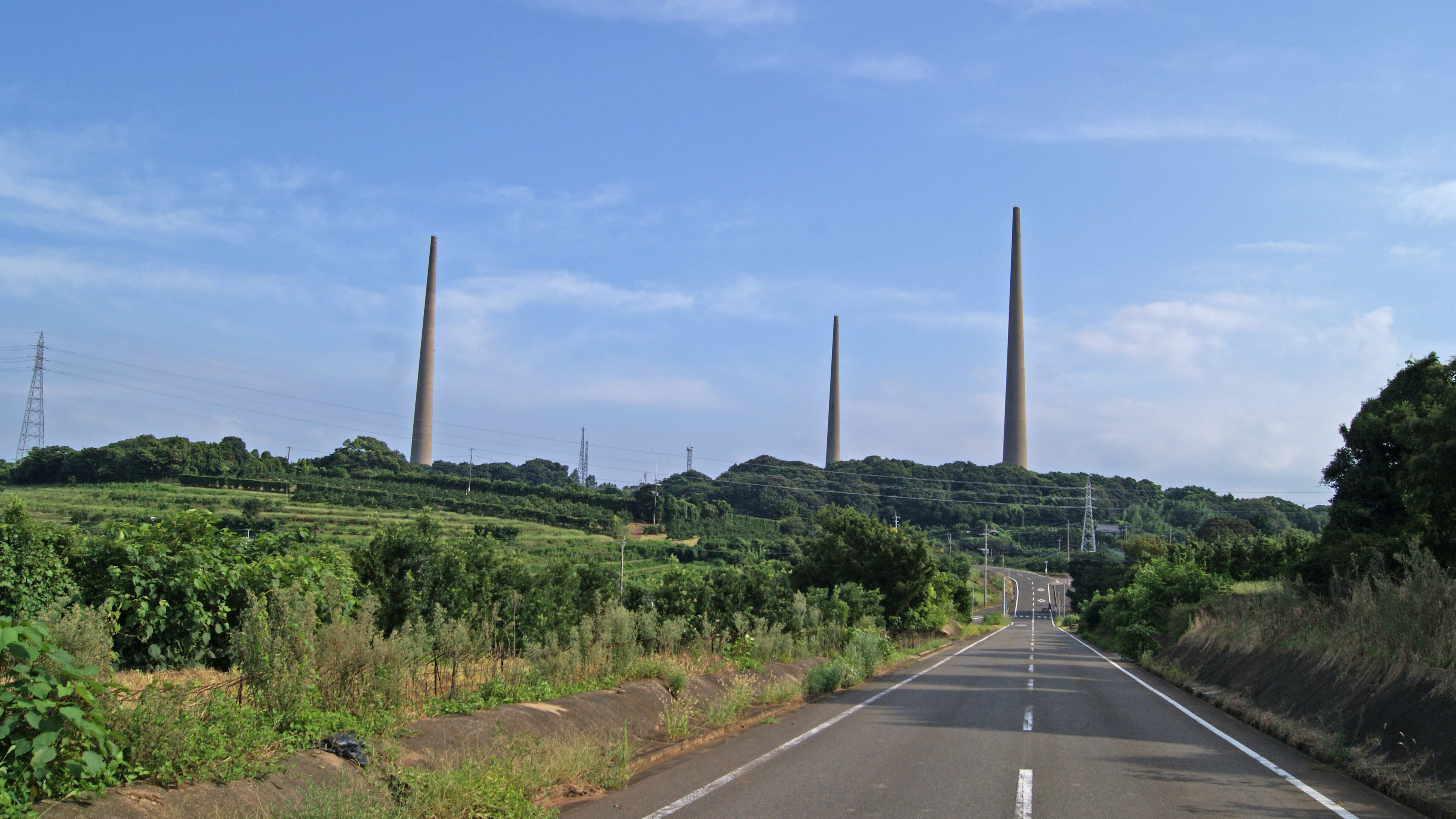
針尾送信所の全景。左から2号塔、3号塔、1号塔。

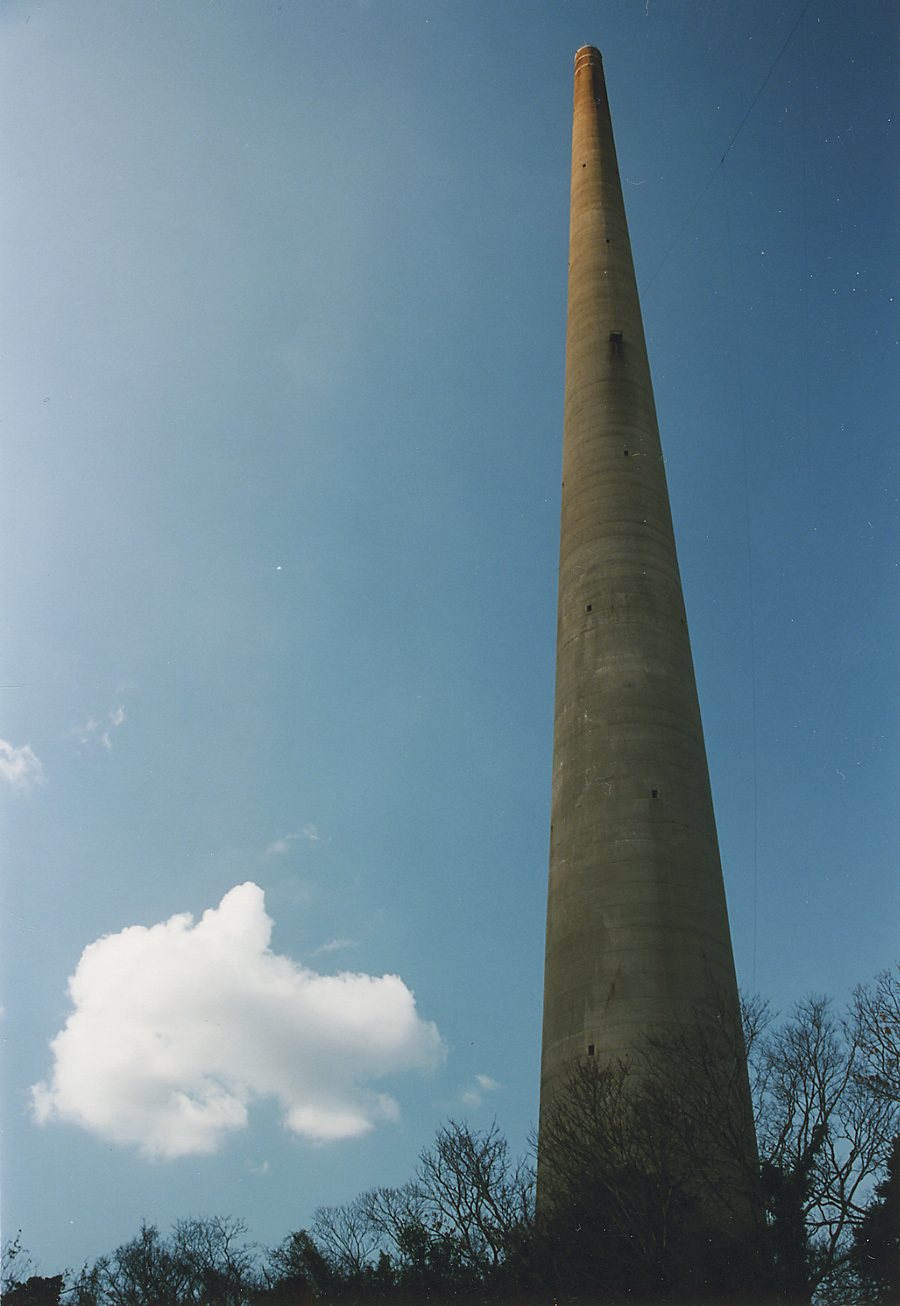
針尾送信所跡の電波塔

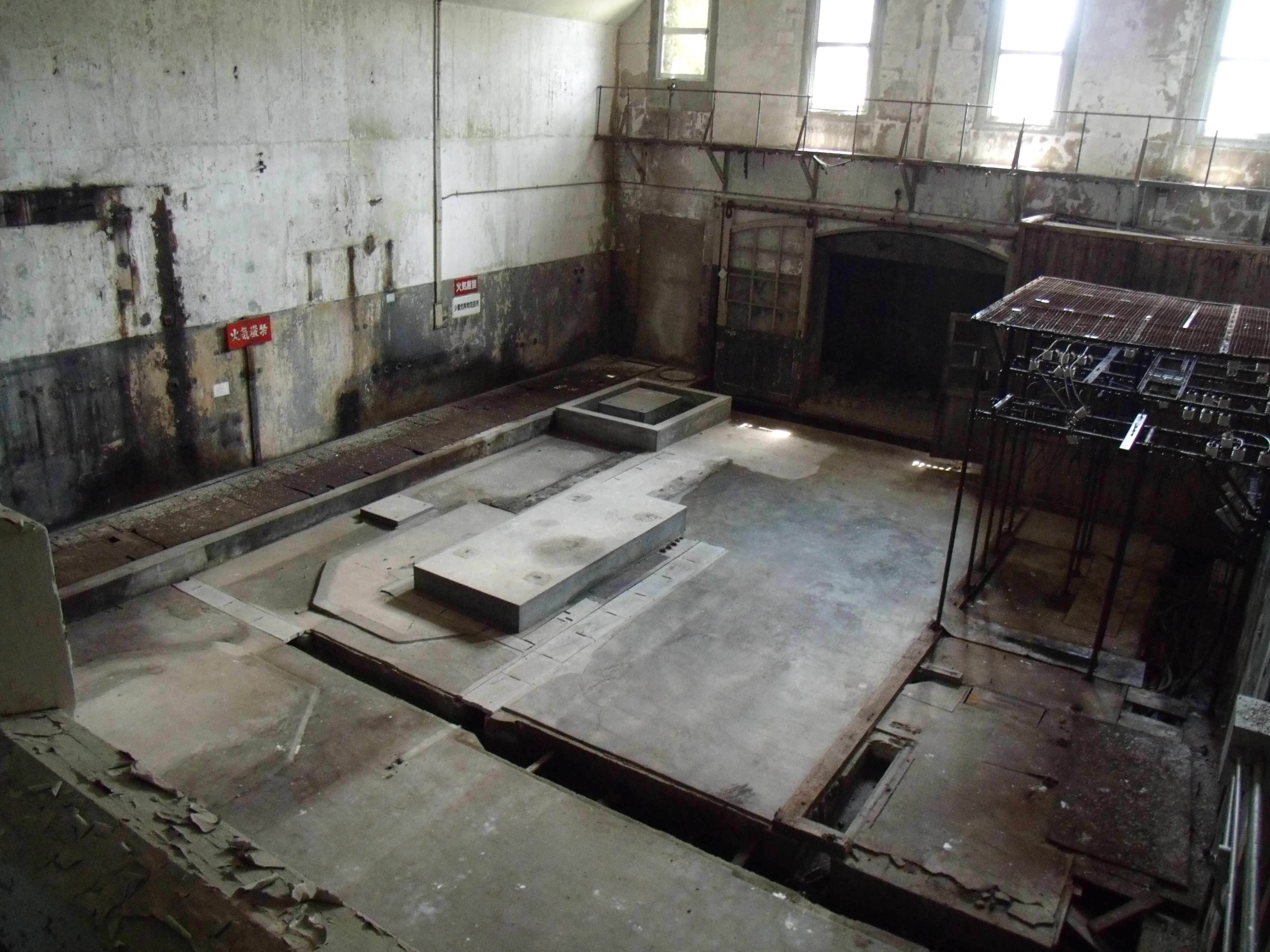
電信室半地下にある電源室

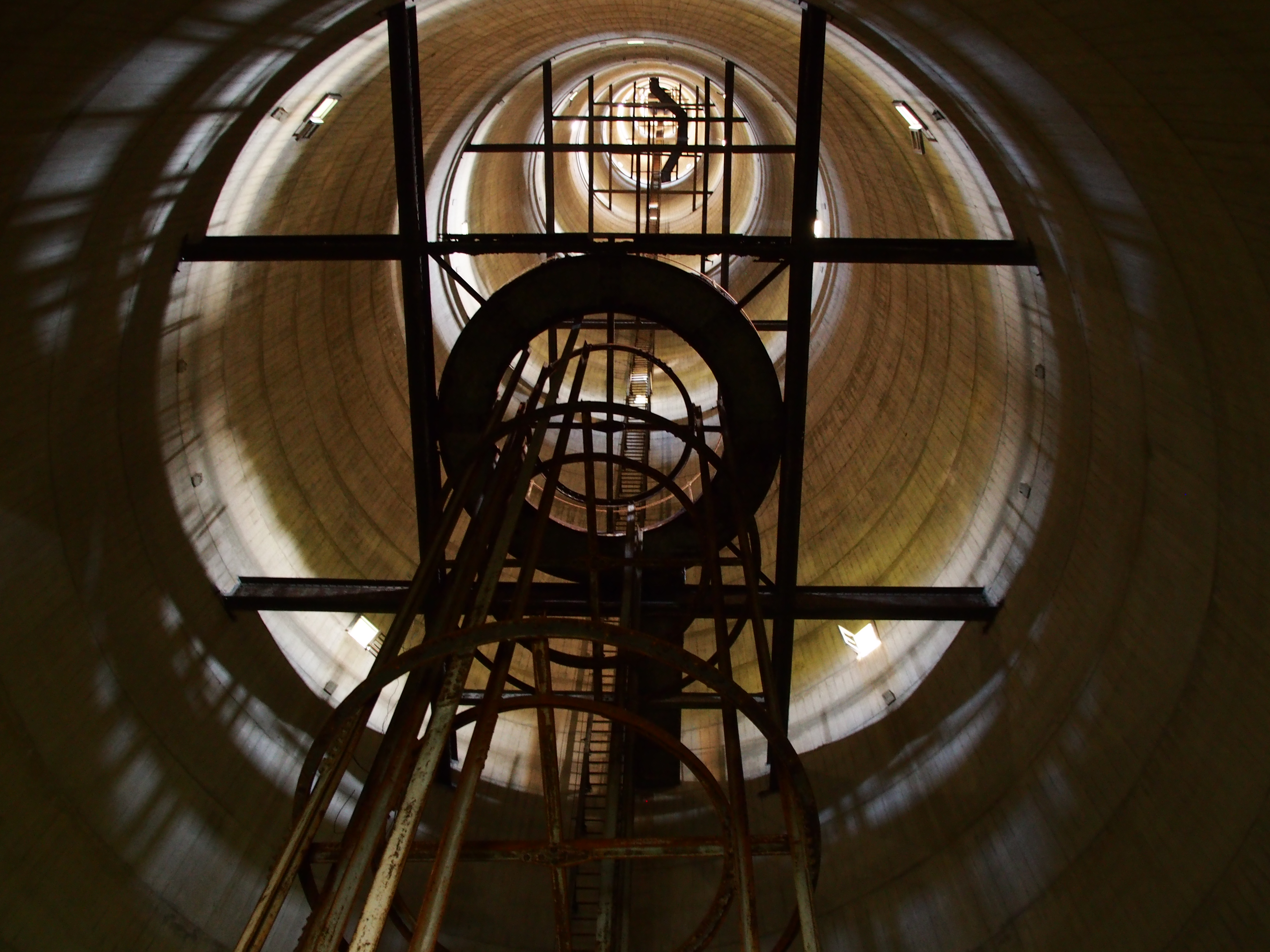
針尾送信所電波塔内部

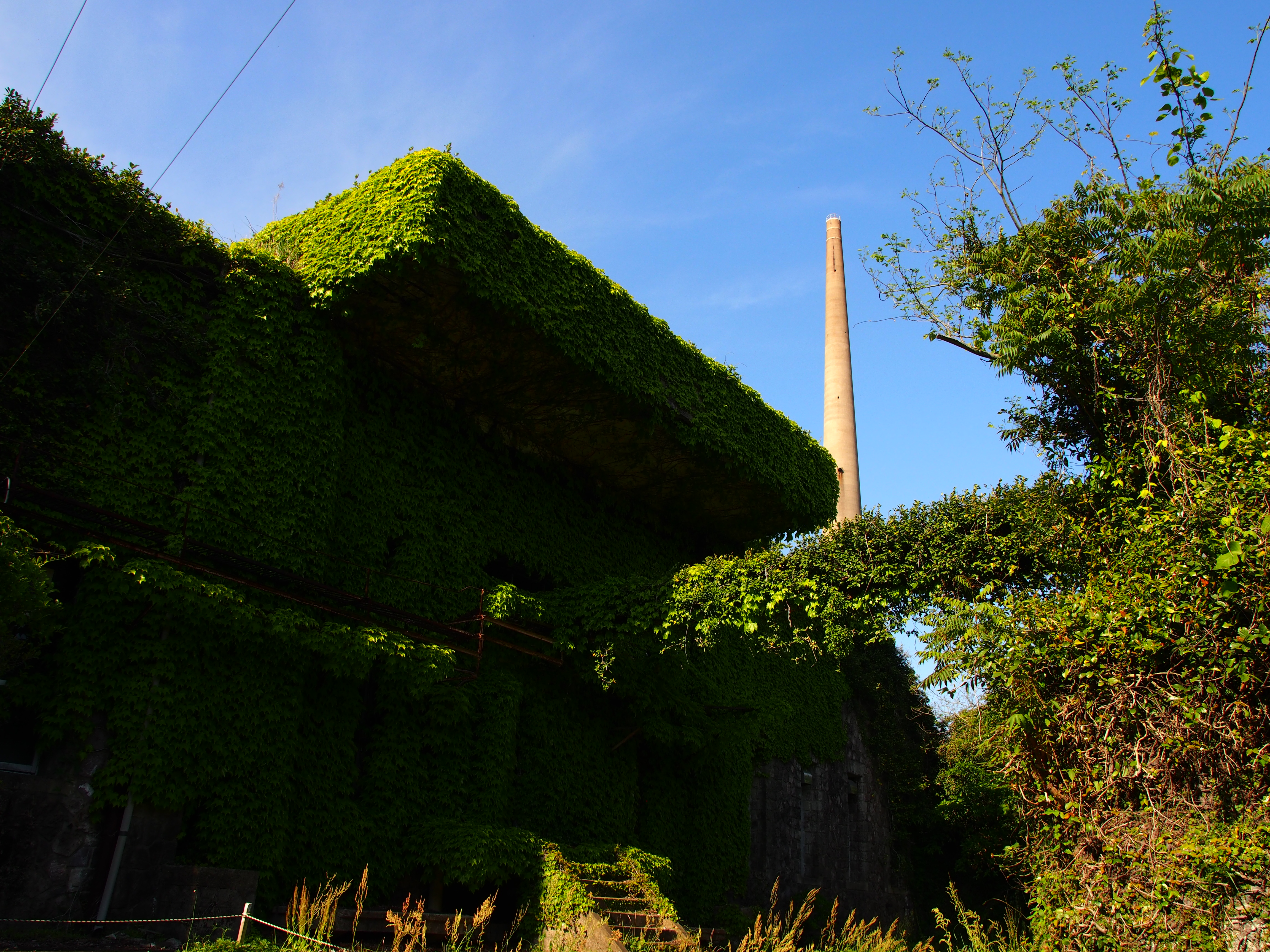
針尾送信所電信室　2014年5月撮影

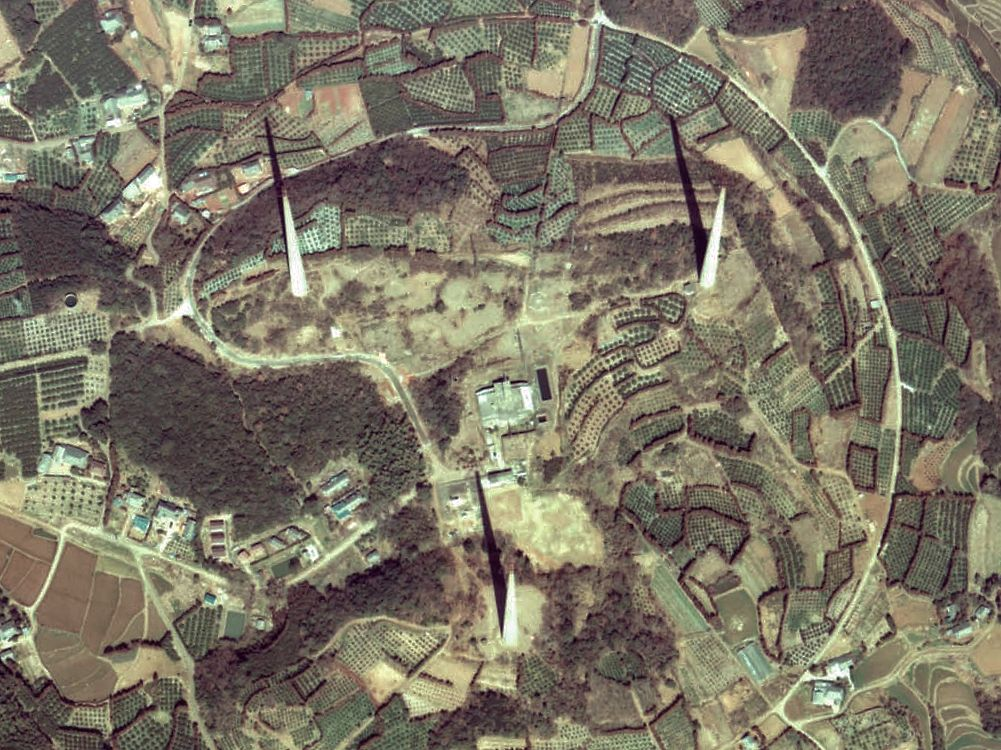
電波塔の配置。
左上が1号塔、右上が2号塔、下中央が3号塔、3塔の中心が送信所電信室。

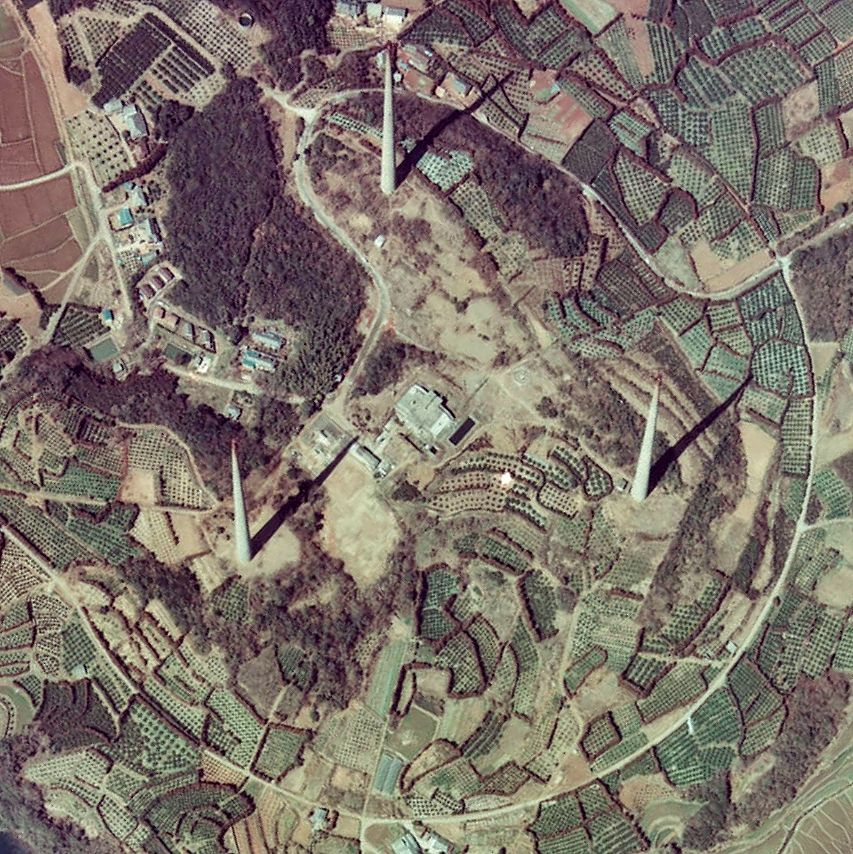
別角度より望む。
上中央が1号塔、右下が2号塔、左下が3号塔、3塔の周回には円周道路が敷設されている。

針尾送信所（はりおそうしんじょ）は、1922年（大正11年）、旧東彼杵郡 崎針尾村 （現在の長崎県佐世保市針尾）に大日本帝国海軍によって建造された無線送信所。第二次世界大戦後も1997年（平成9年）まで海上自衛隊および海上保安庁の無線施設として運用されていた。
日本国内で大正時代に建設された塔状構造物としては唯一現存する最も高い構造物である。「旧佐世保無線電信所（針尾送信所）施設」の名称で国の重要文化財に指定されている。地元では「針尾の無線塔」と呼び親しまれている。

## 概要
3本の電波塔が建てられており、針尾送信所の象徴となっている。送信所敷地内の北西側にあるのが1号塔、北東側にあるのが2号塔、南側（海側）にあるのが3号塔である。電波塔の高さは1号塔と2号塔が135メートル、3号塔が137メートルで、基部の直径は約12メートル、厚さは76センチメートル。3本の配置は約300メートル間隔の正三角形となっている。
その姿は遠方（例えば烏帽子岳・弓張岳・隠居岳・冷水岳・俵ヶ浦半島・川棚町など）からも確認できるほど壮大である。
大正時代の塔状コンクリート構造物としては、針尾無線塔（137メートル）のほか、茨城県の旧日立鉱山精錬所煙突（約156メートル）、大分県の旧佐賀関精錬所煙突（約168メートル）、福島県の磐城無線電信局原町送信所（約201メートル）があった。ただし、針尾無線塔以外は解体されており現存しない。
長崎県は電気通信との縁も深く、針尾送信所のほか、長崎無線電報局や海上保安庁の対馬オメガ局（鉄塔は地上高454.83メートル）も存在した。

## 歴史
日露戦争後、無線通信の重要性を認識した日本海軍は、1911年（明治43年）に東京、佐世保、台湾に無線局を建設することになった。針尾送信所は1918年（大正7年）に着工し、1922年（大正11年）に完成した。当時の短波通信技術は電離層の影響を受けやすく、針尾送信所が建設された背景には長波通信の必要性の高まりもあった。船橋送信所が鉄塔で建設されたのに対し、針尾送信所が鉄筋コンクリートであるのは、鉄材の高騰や潮風による腐食対策のためとされているが詳細は不明である。
太平洋戦争開戦の暗号「ニイタカヤマノボレ一二〇八」を送信した電波塔として名前が挙げられることがあるが定かではない。この暗号を真珠湾攻撃部隊に向けて送信したのは千葉県船橋市の船橋送信所（艦船向けの短波と中波）と愛知県碧海郡依佐美村の依佐美送信所（潜水艦向けの超長波）であると考えられている。
太平洋戦争中には無線通信には主に中短波が使用されるようになり、針尾送信所の重要性は薄れ、戦争末期には無線塔は食料倉庫としても使われていた。
1948年（昭和23年）には第七管区海上保安本部佐世保海上保安部針尾送信分室が開設され、海上自衛隊も1954年（昭和29年）の発足時から共同使用していた。しかし、針尾送信所の象徴であった巨大電波塔は、1997年（平成9年）に後継の無線施設が完成したことにより電波塔としての役割を終えた。
針尾島内では他に、浦頭引き揚げ記念公園や現在のハウステンボス・南風崎駅（本土）近辺の慰霊碑などに、第二次世界大戦の痕跡がのこっている。

## 現状
2009年には、DOCOMOMO JAPAN選定 日本におけるモダン・ムーブメントの建築に選定。
2013年に、3基の無線塔のほか電信室、油庫（ゆこ）の2棟と附属の土地が国の重要文化財に指定された。将来的には一帯に見学用通路や案内施設を整え、塔内も見学できるようにする予定である。
2022年12月以降に劣化状況や耐震性などの調査が行われている。2023年には1号塔の基礎の形状を確認するため1号塔の地下を約6mにわたり掘削し、その掘削した部分は同年9月9日・10日に一般公開された。

### 見学
2013年3月より、ボランティアによる無線塔の見学案内が行われている。
見学時間は、平日、土日ともに9時00分 - 16時00分。1号塔は外観のみ見学できる。油庫と電信室は内部も公開される。3号塔は内部の出入口周辺部のみ入ることができる。門衛所跡地には見学者受付所が建てられた。なお2号塔は周辺が立入禁止区域となっており見学できない。
また、当時の写真を佐世保市の海上自衛隊佐世保史料館でみることができる。

#### アクセス
- 自動車 - 最寄りICは西海パールライン有料道路針尾IC（または西九州自動車道佐世保大塔ICより国道202号）。国道202号の針尾IC南側に案内標識あり。駐車場あり。
- バス - 佐世保駅・早岐駅より西肥バス西海橋西口行きまたはTAOYA西海橋行き乗車、高畑バス停で下車、徒歩約30分

## 針尾送信所が登場する作品
- 空の大怪獣ラドン（映画） - 阿蘇から出現した怪獣ラドンが佐世保に飛来し、自衛隊機との空中戦の末、針尾送信所の3本の電波塔をバックに、西海橋下の海に墜落するシーンがある。
- 『暗号のポラリス』中山智幸（小説） - 難読症を抱える小6の主人公、斎賀結望が目指す旅の目的地「H島の無線塔」のモデルとなっている。
- ブレイブウィッチーズ（アニメ） - 現実世界の日本に相当する作中の国家は「扶桑皇国」であるが、針尾送信所を含む佐世保市周辺の地名や地理的要素等は現実世界に準じる。主人公・雁淵ひかりの父である浩平が技師として送信所に務めており、第1話では浩平に弁当を届けに来たひかりが訪れるシーンがある。
- 17才の帝国（ドラマ） - 「Utopi-AI」、通称UA（ウーア）構想下の実験都市ウーアで、政治AIの「ソロン」を構成する3体の量子コンピュータ「トリ・ヘキサ・ノナ」として。